# Tarcisio Stramare
Tarcisio Stramare OSJ (ur. 14 września 1928 w Valdobbiadene, zm. 20 marca 2020 w Imperii) – włoski duchowny katolicki, józefita, biblista, józefolog.

## Życiorys
Tarcisio Stramare urodził się w Valdobbiadene w prowincji Treviso 14 września 1928 roku. Należał do zgromadzenia józefitów, w którym przyjął święcenia kapłańskie 6 lipca 1952 roku. Ukończył biblistykę na Uniwersytecie Gregoriańskim. Od 1973 roku był w gronie biblistów przygotowujących wydanie Neowulgaty. W 1981 roku stanął na czele Ruchu Józefińskiego (wł. Movimento Giuseppino), propagującego duchowość i studia józefologiczne. W 1982 roku wybrany został na członka Papieskiej Akademii Teologicznej oraz konsultanta Kongregacji Spraw Kanonizacyjnych. O. Stramare był wykładowcą szeregu włoskich uczelni katolickich: Uniwersytetu Laterańskiego, Seminarium Regionalnego w Viterbo, Wydziału Teologicznego „Marianum”. Papież Jan Paweł II zaprosił o. Stramarego do współpracy przy redakcji adhortacji Redemptoris Custos, wydanej w 1989 roku. Biblista współpracował z licznymi włoskimi periodykami, nie tylko biblijnymi i teologicznymi, m.in. „L’Osservatore Romano”. Występował w radio i telewizji, m.in. Rai, Telepace, TV2000, Radio Watykańskie (audycje „Liturgia di domani”). Od 2012 roku o. Stramare mieszkał w Imperii w Ligurii, gdzie zmarł 20 marca 2020 roku.

## Wybrana bibliografia naukowa
Ojciec Stramare opublikował liczne artykuły i opracowania dotyczące osoby św. Józefa z Nazaretu i biblistyki. Na rynku polskim ukazały się:
- 1996 – Święty Józef w historii zbawienia: pełnia czasu, Warszawa, Wydawnictwo Księży Marianów ISBN 83-7119-046-8
- 1997 – Syn Józefa z Nazaretu: problemy dotyczące dzieciństwa Pana Jezusa, Kraków, Wydaw. OO. Karmelitów Bosych ISBN 83-85401-91-1
- 2007 – Ewangelia tajemnic ukrytego życia Jezusa: Mateusz i Łukasz 1-2, Kalisz, Polskie Studium Józefologiczne
- 2020 – Płaszcz świętego Józefa: modlitwy na trudne dni, Kraków, Wydawnictwo Esprit ISBN 978-83-66407-27-5